# Омаров, Джумагали Омарович
Джумагали Омарович Омаров (1901 — 30 июля 1975) — советский железнодорожник, заслуженный строитель Казахской ССР.

## Биография
Родился в 1901 году в ауле Бельтерек урочища Каратас Кзылмолинской волости Семипалатинский уезда. Он был старшим ребёнком в семье — за ним подрастали три брата и три сестры. Начальное образование Джумагали получил в Семипалатинском двухклассном училище. Происходит из рода уак.
Трудовую деятельность начал регистратором в Семипалатинском губревкоме, где работал два года и был назначен начальником районной милиции. В последующем он работал в различных учреждениях Семипалатинска.
В возрасте 26 лет он устроился на работу в управление Северной части постройки Турксиба. В опубликованных позже воспоминаниях он писал:
На строительство Турксиба я пришёл в 1927 году малограмотным парнем, без какой-либо строительной квалификации, и в первое время работал землекопом. Затем в отделе кадров меня направили в административный отдел на должность экспедитора. Развозя почту по участкам, по прорабским пунктам, я внимательно присматривался ко всему, что происходило на стройке.
Смекалистого парня заметил начальник строительства В. С. Шатов и выдвинул его кандидатуру на должность заместителя начальника главного материального склада, а позже — заместителем начальника Аягузского стройучастка Северной части. Успехи в труде Джумагали Омарова неоднократно отмечались наградами и поощрениями. За свою энергичную организаторскую деятельность при смычке Северной и Южной частей Турксиба он был награждён серебряным жетоном. За годы строительства Турксиба он также получил пять Почётных грамот, знак «Ударнику НКПСстроя».
В 1931 году его назначили заместителем начальника Управления по строительству Турксиба. В этот период в Казахстан приехал С. М. Киров, который осмотрел некоторые участки пути, где его с группой специалистов-железнодорожников сопровождал Джумагали Омаров. В конце своей поездки Киров предложил Омарову повысить свою квалификацию во Всесоюзной академии железнодорожного транспорта, однако из-за производственной необходимости времени на обучение практически не было, и он воспользовался предложением Кирова позднее.
В 1934 году было возобновлено строительство железнодорожной линии Рубцовка — Риддер, которая должна была разрешить транспортные проблемы Рудного Алтая. Джумагали Омаров был направлен туда заместителем начальника строительства. Когда большая часть строительных работ была завершена, его направили на учёбу во Всесоюзную академию железнодорожного транспорта, которую он окончил в 1939 году.
C 1939 по 1946 год по предложению начальника Туркестано-Сибирской железной дороги М. И. Брехунца Джумагали Омаров работал его заместителем, курируя вопросы строительства. Во время Великой Отечественной войны перед всеми руководителями железнодорожного транспорта были поставлены задачи своевременной доставке на фронт военных эшелонов, военной техники, а для оборонной промышленности — сырья и топлива. НКПС перевёл движение поездов на железных дорогах страны на военный график. Согласно предписанию НКПС были предприняты меры усиленной охраны железнодорожного пути и других объектов. Джумагали Омаров возглавил создание отрядов и боевых дружин в помощь военизированной охране.
За годы войны был выполнен ряд работ по усилению пропускной способности магистрали, построены и введены в эксплуатацию 240 производственных объектов. Среди них стале-чугунолитейные цеха на станциях Алма-Ата, Семипалатинск, Аягуз и Джамбул, Алма-Атинский электротехнический завод НКПС, в Алма-Ате сооружался также крупный вагоноремонтный завод. Продолжалось расширение сети Турксиба, было завершено строительство железнодорожных линий Джамбул — Чулактау и ветки Талды-Курган — Текели. Вклад Омарова как руководителя был отмечен высокими правительственными наградами — орденом Трудового Красного Знамени, орденом Отечественной войны 2-й степени, медалью «За победу над Германией», медалью «За доблестный труд в Великой Отечественной войне 1941—1945 гг.».
В июне 1946 года Джумагали Омаров был назначен начальником Туркестано-Сибирской железной дороги. В том же году он был избран депутатом Верховного Совета Казахской ССР от 55-го железнодорожного округа Южно-Казахстанской области.
В качестве начальника Турксиба он столкнулся с тем, что за годы войны сильно износился паровозный и вагонный парк, путевое хозяйство пришло в аварийное состояние на многих участках и требовало замены рельсов и шпал, не хватало квалифицированных кадров. Джумагали Омаров смог сплотить свой коллектив для решения этих задач и заложил основы технической реконструкции магистрали. Одновременно он уделял особое внимание строительству линии Моинты — Чу — самого южного и завершающего участка Трансказахстанской магистрали (с севера со станции Петропавловск на юг до станции Чу). Эта линия сокращала перевозки грузов, соединяя северный и центральный Казахстан с югом. В 1946 году началось строительство этой линии, был создан Республиканский комитет содействия её постройке, в который входил и Джумагали Омаров. В эти годы он был особенно близок с Д. А. Кунаевым, с которым сохранил тёплые отношения до конца своей жизни. В свою очередь Д. А. Кунаев поддерживал Омарова во всех отношениях.
Начавшаяся в Казахстане техническая реконструкция железнодорожного транспорта требовала от местных руководителей высоких знаний в соответствии с новыми технологиями, и Джумагали Омаров по направлению НКПС вновь, с 1950 по 1953 год, обучался во Всесоюзной академии железнодорожного транспорта. С ним в Москву отправилось всё семейство, его дочь — Кима окончила химический факультет МГУ.
В 1953—1958 годах Омаров работал на должности главного инженера и заместителя начальника Туркестано-Сибирской железной дороги, в 1958—1967 годах — главного инженера единой Казахской железной дороги, созданной в 1958 году на базе Туркестано-Сибирской, Карагандинской дорог, двух отделений Ташкентской, трёх отделений Оренбургской и других участков на территории республики. Основные работы по её технической реконструкции были проведены в 1958—1965 годах, когда Джумагали Омаров возглавлял всю инженерно-техническую работу магистрали. Началась электрификация направления Караганда — Целиноград — Атбасар — Тобол, были построены вторые пути на участке Целиноград — Тобол, вторые пути и двухпутные вставки на направлениях Чу — Джамбул — Бадам, Арысь — Ченгельды. Началось формирование крупных железнодорожных узлов, обслуживающих промышленные центры, такие, как Павлодар, Караганда, Джамбул, Чимкент и другие, основные магистральные участки оборудовались диспетчерской централизацией, оснащение вагонного и других хозяйств приводилось в соответствии с техническими, эксплуатационными возможностями новых локомотивов. Во всех этих делах Джумагали Омаров принимал непосредственное участие. За заслуги в развитии железнодорожного транспорта он был награждён орденом Ленина, вторым орденом Трудового Красного Знамени. Ему было присвоено почётное звание «Заслуженный строитель Казахской ССР», вручён знак «Почётному железнодорожнику».
После выхода на пенсию перед Джумагали Омаровым была поставлена задача создания учебной базы для института инженеров железнодорожного транспорта, и в 1967 году он был назначен директором Алма-Атинского филиала Ташкентского института (в 1976 году ставшего самостоятельным учебным заведением).
В возрасте 74 лет он, готовясь к сдаче приёмной комиссии нового корпуса института, решил обойти сам все этажи. Ему стало плохо, врачи ничем не смогли помочь. Джумагали Омарова похоронили в Алма-Ате на мусульманском кладбище Кенсай.